# Karel Tomáš (konstruktér)
Ing. Karel Tomáš (31. března 1898 Plzeň – 29. ledna 1967 Praha) byl český letecký konstruktér, příslušník čs. legií v Itálii. Byl zaměstnán v leteckých továrnách Letov, Tatra a Zlín, v 50. letech 20. století se pak stal jedním ze dvou konstruktérů cvičného vojenského letounu Aero L-29 Delfín, prvního letadla s proudovým pohonem československé konstrukce a výroby.

## Život

### Mládí
Narodil se v Plzni v západních Čechách, vystudoval zdejší Střední průmyslovou školu strojnickou. Poté pracoval jako technický úředník. Po začátku první světové války byl roku 1916 odveden do rakousko-uherské armády a odvelen na italskou frontu. Roku 1918 držel hodnost poručíka. 18. srpna 1918 padl na Monte Cimone do italského zajetí a již 3. září se v Avezzanu přihlásil do československých legií, přičemž byl zařazen jako poručík k čs. 35. střeleckému pluku. Roku 1921 byl demobilizován.

### První republika
V civilním zaměstnání se následně zaměřil na konstrukci letounů. Podílel se na založení leteckého závodu Letov, posléze se pak stal konstruktérem leteckého oddělení továrny Tatra ve Studénce. Zde se zapsal jakožto hlavní konstruktér sportovních letounů Tatra T-131, Tatra T-126, Tatra T-001, Tatra T.101, Tatra T.201 či Tatra T.301 (některé vyráběny dle zahraniční licence). .

### Po roce 1945
Roku 1945 se stal ředitelem tehdejší Zlínské letecké společnosti, zde se podílel na vývoji letounů Zlín Z-22 Junák, Z-26 Trenér a Z-126. Již roku 1946 či 1947 však odešel do pražského leteckého závodu Avia na pozici vedoucího konstrukčního oddělení. Posléze pak přešel do Výzkumného a zkušebního leteckého ústavu. Zde na konci 50. let vypracoval spolu se Ing. Zdeňkem Rubličem návrh prototypu XL-29, jakožto odpověď na poptávku po typu cvičného proudového letounu, který by v armádách Varšavské smlouvy nahradil cvičné letouny s pístovým motorem. Výsledkem byl úspěšný sériové vyráběný typ L-29 Delfín, který se následně stal o první proudový letoun navržený a vyráběný v Československu. Dále se podílel na konstrukcích letounů TOM-8, L8 či. L18.

### Úmrtí
Zemřel 29. ledna 1967 v Praze ve věku 68 let. Pohřben byl na Chvalském hřbitově v Horních Počernicích.

## Konstrukce letounů
- Tatra T-131
- Tatra T-126
- Tatra T-001
- Tatra T.101
- Tatra T.201
- Tatra T.301
- Zlín Z-22 Junák
- Zlín Z-26 Trenér
- Z-126
- TOM-8
- L-29 Delfín